# Wanderson Santos Pereira
Wanderson Santos Pereira (sinh ngày 7 tháng 2 năm 1991) là một cầu thủ bóng đá người Brasil.

## Sự nghiệp câu lạc bộ
Wanderson Santos Pereira hiện đang chơi cho Shimizu S-Pulse.